# Post Track

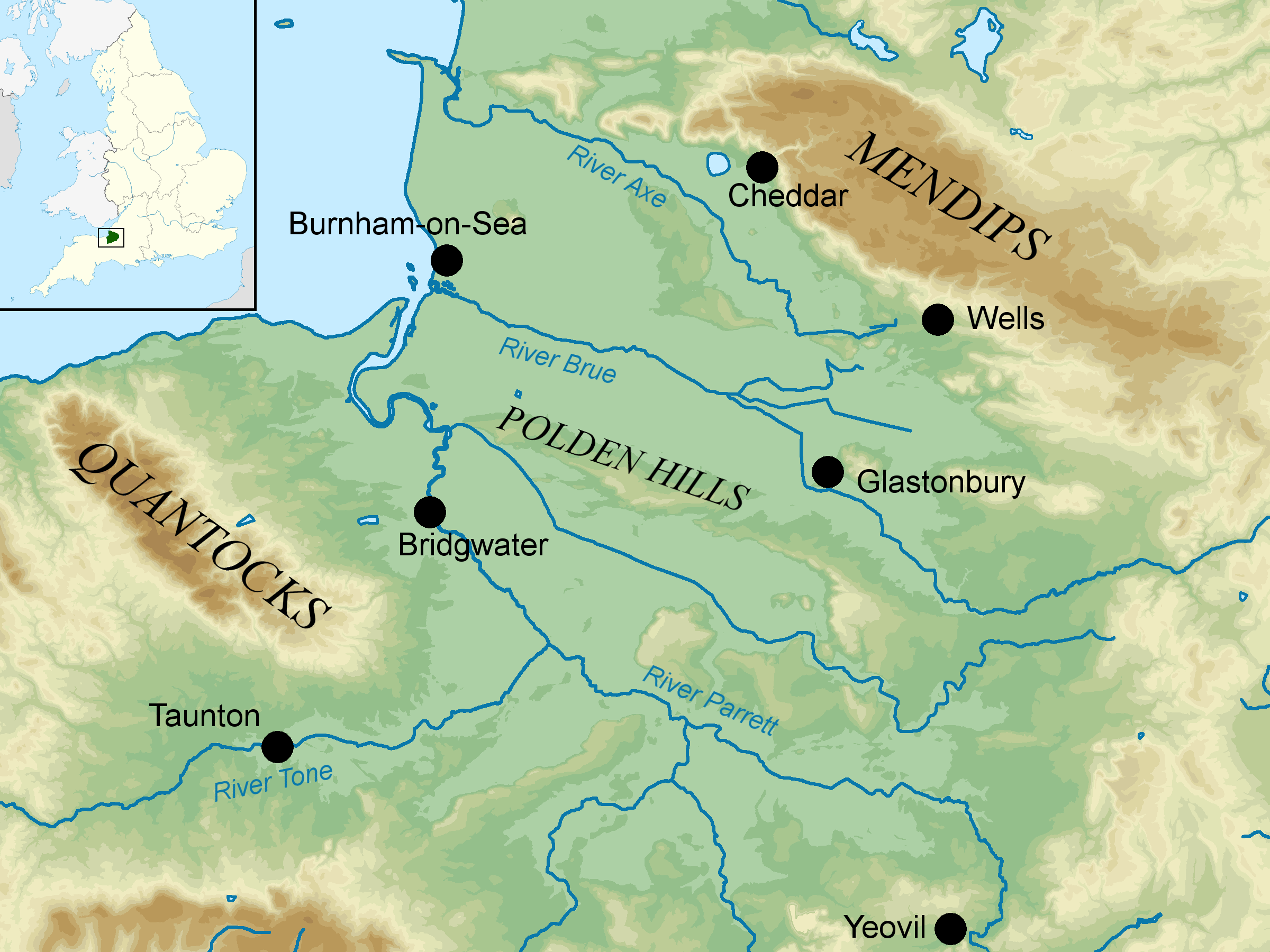
Karte der Somerset Levels

Der Post Track (deutsch „Pfostenweg“) ist ein neolithischer Holzsteg im Tal des River Brue, in den Somerset Levels in Somerset in England. Er stammt aus dem Jahre 3838 v. Chr. und ist damit etwa 30 Jahre älter als der benachbarte Sweet Track. Verschiedene Abschnitte wurden als Scheduled Monument geschützt.
Die Somerset Levels sind ein Feucht- und Torfgebiet. Die Bedingungen solcher Gebiete können zur Konservierung von organischen Materialien führen. In den Levels wurden Einbäume, Holzartefakte und -strukturen sowie die gut erhaltenen Eisenzeitdörfer Glastonbury Lake Village und Meare Lake Villages mit dem Meare Heath Track und der Abbot’s Way gefunden.
Der Holzweg wurde aus langen Eschenbrettern mit Linden- und Haselpfosten in Abständen von drei Metern konstruiert. Der Weg begleitet in enger Linie mit den Sweet Track; bevor die Planken datiert wurden, wurde vermutet, dass er als Bauplattform für den Sweet Track diente. Es wird angenommen, dass er zu Orten spiritueller Bedeutung geführt hat. Wahrscheinlich war der Steg als dauerhafte Einrichtung geplant, da die Strecke gepflegt, instand gesetzt und ersetzt wurde, wenn sie verrottet war. Einige Holzplanken wurden im Sweet Track wiederverwendet, wodurch die Datierung komplizierter wurde.